# 佩氏小狼䲁
佩氏小狼䲁（學名：Lupinoblennius paivai），為輻鰭魚綱鳚形目䲁科小狼䲁屬的一種，被IUCN列為瀕危保育類動物，分布於南美洲巴西巴伊亞州至聖卡塔琳娜州一小片地區的特有物種，其棲息地是沿海溪流和小河的潮汐區，體長可達5.1公分，棲息於紅樹林生長的沿海溪流，喜歡躲在船蛆的空殼中，以小型無脊椎動物為食，雌魚產附著性卵，雄魚有護卵行為，生活習性不明。